# جوزپه جوستاکینی

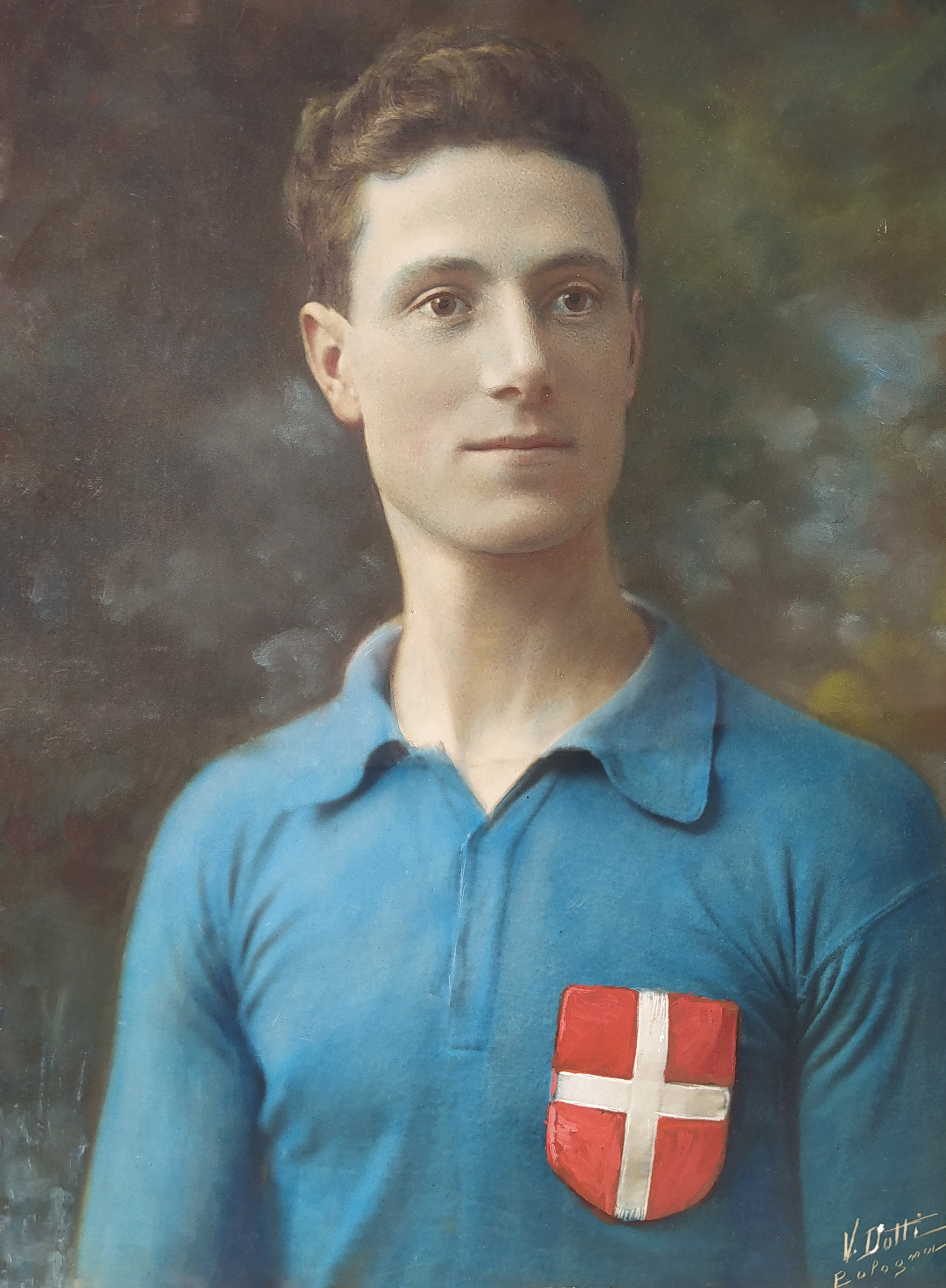
جوزپه جوستاکینی در سال ۱۹۲۳

جوزپه جوستاکینی (به ایتالیایی: Giuseppe Giustacchini) بازیکن فوتبال اهل ایتالیا است که از سال ۱۹۲۱ میلادی عضو تیم ملی فوتبال ایتالیا بوده و در ۱ بازی ملی حضور داشته‌است. او در بازی‌های ملی‌اش گلی به ثمر نرساند.
جوزپه جوستاکینی آخرین بازی ملی خود را در سال ۱۹۲۱ میلادی انجام داد.